# Chiesa di San Pancrazio (Castel Giorgio)
La chiesa di San Pancrazio è la parrocchiale di Castel Giorgio, in provincia di Terni e diocesi di Orvieto-Todi; fa parte del vicariato di Santa Cristina.

## Storia
Da un frammento delle memorie del parroco don Vannini, datato 26 gennaio 1570 e intitolato Notizia della fabrica della Chiesa, si appende che la primitiva chiesa castelgiorgese era stata edificata sotto l'episcopato di Vincenzo Durante, durato dal 1529 al 1545.

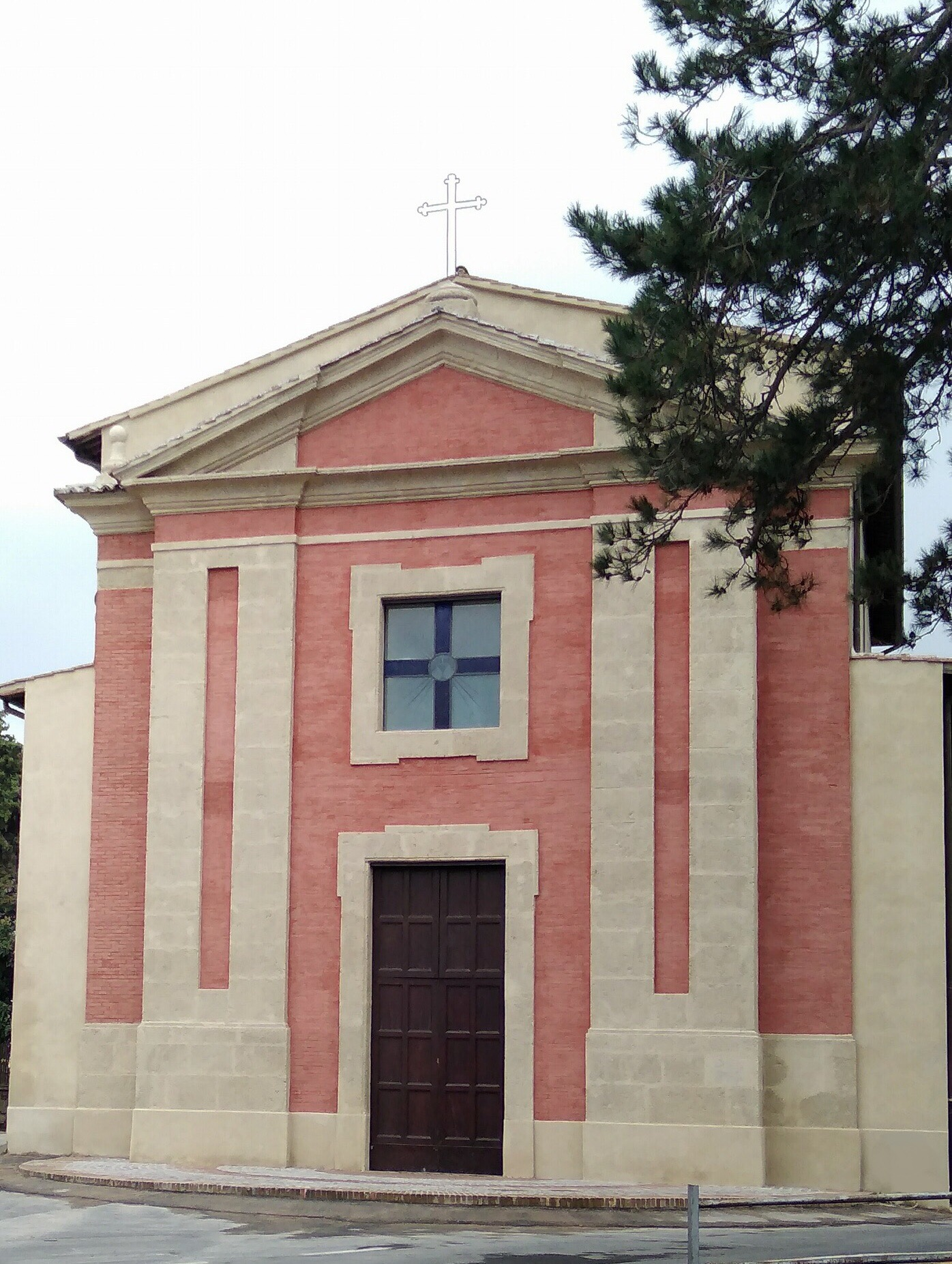
La facciata

Verso il 1649 l'edificio fu oggetto di un rifacimento; i fondi furono stanziati da tale don Federico, il quale mise a disposizione la cifra di 21 scudi e 10 baiocchi, ma in cambio pretese che la comunità lo ripagasse procurandosi i soldi vendendo un appezzamento di terra.
La consacrazione venne poi impartita il 10 agosto 1737 dal vescovo di Orvieto Giuseppe dei Conti di Marsciano; in un inventario del 1755 si legge che all'interno della chiesa erano situati gli altari di San Pancrazio, ovvero il maggiore, di San Giorgio Martire, della Venerabile Confraternita del Santissimo Rosario, di San Michele Arcangelo, di Sant'Antonio, di San Domenico e di san Giuseppe.
Verso la metà del XIX secolo la chiesa versava in pessime condizioni ed era insufficiente a soddisfare le esigenze dei fedeli, tanto che alcuni di essi si vedevano costretti a seguire le funzioni stando all'esterno; il pievano don Miscetti decise allora di intraprendere un intervento di parziale ricostruzione della struttura.

Il 13 agosto 1889 il vescovo Giuseppe Ingami, compiendo la sua visita pastorale, annotò che l'edificio necessitava di un restauro per sanare i danni provocati dall'umidità.
Tra il 1941 e il 1942 la chiesa fu sottoposta a una ristrutturazione; la struttura riportò dei danni durante il terremoto del 1957 e dovette poi venir restaurata.

## Descrizione

### Facciata
Il prospetto principale, costituito da mattoni a faccia vista, presenta al centro il portale d'ingresso sormontato da una finestra di forma quadrata ed è tripartita da quattro lesene in tufo sorreggenti il timpano triangolare.

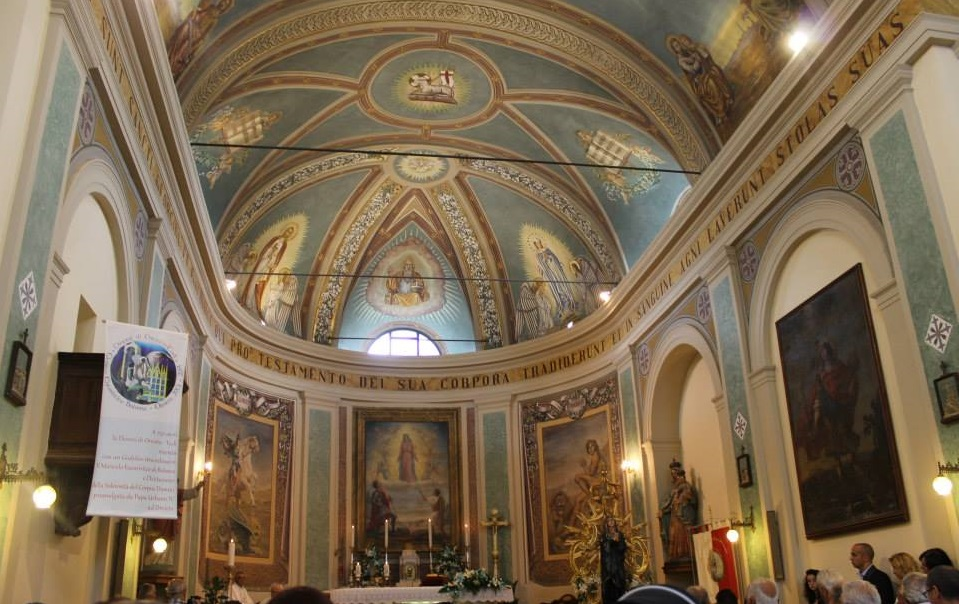
L'interno

### Interno
L'interno dell'edificio si compone di un'unica navata, sulla quale s'affacciano le sei cappelle laterali e le cui pareti sono scandite da paraste d'ordine tuscanico sorreggenti la trabeazione, sopra la quale l'imposta la volta a botte; al termine dell'aula si sviluppa il presbiterio, a sua volta chiuso dall'abside semicircolare coperta da una semicupola in cui è presente un affresco raffigurante i Santi Pancrazio e Giorgio.